# Oczi Cziorne (album)
Oczi Cziorne – pierwszy studyjny album zespołu Oczi Cziorne wydany w 2001 roku przez wytwórnię Artbazar. Album został nominowany do nagrody Fryderyk 2001 w kategorii Nowa Twarz Fonografii.

## Lista utworów
| Nr  | Tytuł utworu               | Długość |
| --- | -------------------------- | ------- |
| 1.  | „Dyp, dyp, dyp”            | 2:47    |
| 2.  | „Mroczny kryminał”         | 5:04    |
| 3.  | „Kocia litania”            | 3:46    |
| 4.  | „Piosenka o starszym Panu” | 2:51    |
| 5.  | „Byynajmniej...”           | 4:05    |
| 6.  | „Czarna lepka kołysanka”   | 5:00    |
| 7.  | „Pewna dama nieproszona”   | 3:35    |
| 8.  | „Miał być jazz”            | 3:18    |
| 9.  | „Mamaja blues”             | 4:53    |
| 10. | „Zemsta przy nadziei”      | 3:40    |
| 11. | „Kto mnie woła”            | 3:22    |
| 12. | „Be careful”               | 4:05    |
| 13. | „Senne marzenie”           | 3:08    |
| 14. | „Wyj... naj... mniej”      | 4:59    |
|     |                            | 54:33   |

## Skład
- Jowita Cieślikiewicz – instrumenty klawiszowe
- Michał Gos – perkusja
- Antoni "Ziut" Gralak – trąbka
- Joanna Charchan – saksofon
- Marta Handschke – śpiew
- Maja Kisielińska – śpiew
- Anna Miądowicz – flet, śpiew
- Olgierd "Olo" Walicki – kontrabas